# Romolo Buni
Romolo Buni (ur. 18 maja 1871 w Mediolanie, zm. 14 maja 1939 tamże) – włoski kolarz.
W 1900 wystąpił na igrzyskach olimpijskich w sprincie, jednakże odpadł w eliminacjach.
W sezonie 1892/1893 był wicemistrzem Włoch w sprincie.